# Every Night at Eight
Pour plus de détails, voir Fiche technique et Distribution.
Every Night at Eight est un film américain réalisé par Raoul Walsh, sorti en 1935.

## Synopsis
Susan Moore, Dixie Foley et Daphne O'Connor sont licenciées par leur patron, Huxley, lorsque celui-ci découvre qu'elles enregistrent un disque sur leur temps de travail. Sans un sou, elles sont expulsées de leur appartement pour n'avoir pas payé le loyer. À la suite de leur participation à un radio-crochet, elles vont devenir les protégées de "Tops" Cardona, qui a gagné le concours avec son orchestre. Ils les fait passer dans son show radiophonique et elles deviennent célèbres.

## Fiche technique
- Titre original : Every Night at Eight
- Réalisation : Raoul Walsh
- Scénario : Gene Towne, Graham Baker
- Direction artistique : Alexander Toluboff
- Costumes : Helen Taylor
- Photographie : James Van Trees
- Son : Hugo Grenzbach
- Montage : W. Donn Hayes
- Direction musicale : Paul Mertz
- Production : Walter Wanger
- Société de production : Walter Wanger Productions
- Société de distribution : Paramount Productions
- Pays de production :  États-Unis
- Langue originale : anglais
- Format : noir et blanc — 35 mm — 1,37:1 — son Mono (Western Electric Noiseless Recording)
- Genre : Film musical, comédie romantique
- Durée : 80 minutes
- Date de sortie :
  - États-Unis : 2 août 1935

## Distribution
- George Raft : "Tops" Cardona
- Alice Faye : Dixie Foley
- Frances Langford : Susan Moore
- Patsy Kelly : Daphne O'Connor
- Henry Taylor : une fripouille
- Jimmy Hollywood : une fripouille
- Eddie Bartell : une fripouille
- Walter Catlett : le maître de cérémonies
- Harry Barris : Harry
- Herman Bing : Joe Schmidt
- Boothe Howard : Martin
- John Dilson : Huxley
- Louise Carver : Mme Snyder
- Ted Fio Rito : lui-même
- Florence Roberts (non-créditée) : Mme Murgatroyd

## Chansons du film
- Take It Easy, I Feel a Song Comin' On, Every Night at Eight, I'm in the Mood for Love : paroles et musique de Dorothy Fields et James McHugh
- Speaking Confidentially, Then You've Never Been Blue : musique de Ted Fio Rito, paroles de Joe Young et Frances Langford